# Eugène Flandin
Jean-Baptiste Eugène Napoléon Flandin (Napoli, 15 agosto 1809 – Tours, 29 settembre 1889) è stato un orientalista, pittore, archeologo ed esploratore francese.
I disegni archeologici di Flandin ed alcuni suoi dipinti militari hanno più valore per i musei che per l'arte che rappresentano. È famoso per i disegni di monumenti, paesaggi e vita sociale persiana fatti durante i suoi viaggi con l'architetto Pascal Coste negli anni 1839-1841. Le osservazioni di Flandin sulla Persia e sulle sue politiche interne a metà del XIX secolo forniscono tuttora importanti informazioni.

## Primo viaggio in Persia
Nel 1839 Flandin si laureò con Coste presso l'Institut de France, dopodiché si unirono entrambi all'ambasciata in Persia del conte di Sercey (1839–41). Dopo essersi separati dal gruppo di Sercey, abbandonarono Esfahan (31 maggio 1841) con pochi soldi e persone. Viaggiarono visitando Hamadan, Kangavar, Bisotun, Hulwan, ecc. Tornarono ad Esfahan prima di raggiungere Shiraz ed il Golfo Persico (Būšehr), tornando a Teheran tramite Shiraz, Esfahan e Kāšān. Viaggiarono poi a Tabriz, dove le disastrose condizioni sanitarie ne ostacolarono il ritorno tramite Trebisonda o Tbilisi tanto che dovettero imboccare la rotta Tabriz-Baghdad passando dal Kurdistan. Il coraggio di Flandin nel corso di questo viaggio fu lodato da Coste, il quale ne sottolineò anche l'intrepidità ed il temperamento violento. Il loro viaggio era organizzato nei minimi dettagli. Flandin, dopo il ritorno in Francia, ricevette la Legion d'onore.

## Archeologia

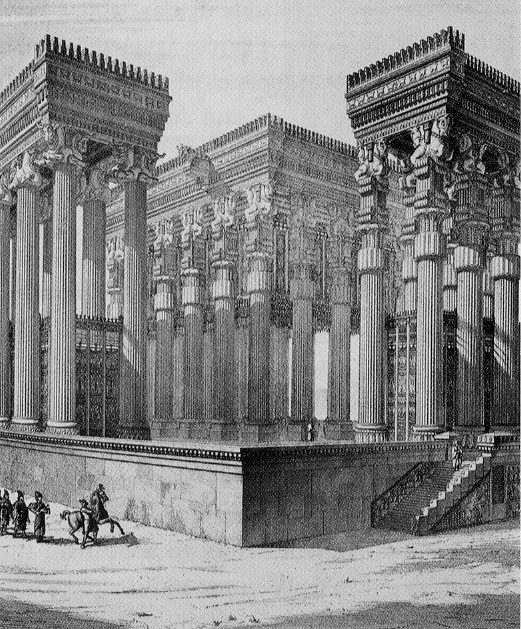
Ricostruzione del XIX secolo di Persepoli, da parte di Flandin e Pascal Coste

Nel marzo 1843, dopo un'infruttifera ricerca del sito di Ninive, Paul Émile Botta (1802–1870) scoprì la capitale assira di Dur Šarrukin dove oggi sorge Khorsabad. Botta scambiò la città per l'attuale sito di Ninive (il cuneiforme assiro-babilonese non era ancora stato decifrato). Ad ottobre Flandin fu assegnato alla missione di Botta da parte della Académie des inscriptions et belles-lettres, col compito di disegnare resti ed iscrizioni scavate. Partecipò anche agli scavi che terminarono nell'ottobre 1844.

## Importanza delle sue opere
Nonostante i suoi molti predecessori, il Voyage en Perse di Flandin resta un modello come importante fonte, particolarmente per l'inizio della Persia Qajar, sia come testo che come illustrazioni. Fornisce molte preziose osservazioni su storia, archeologia, arti, architettura, geografia, vita sociale e di corte, amministrazione reale e provinciale, organizzazione militare, ecc. Gli itinerari sono annotati con precisione. Una tabella di distanze è riportata in "tempo necessario al passo ordinario di un cavallo".
Talentuoso in molti campi (disegno classico, militare e orientalista; disegno archeologico; scrittura e resoconto; amministrazione civile e militare), Flandin ci fornisce molte osservazioni preziose, racconti e dipinti. Non esiste quasi nessun libro illustrato sulla Persia, soprattutto relativi al periodo Qajar. Tutto il suo lavoro, completato con precise osservazioni scritte, fu redatto nonostante i tanti problemi affrontati da Coste e Flandin durante il viaggio. L'opera pionieristica di Flandin nel disegno archeologico fu, poco dopo le sue spedizioni in Oriente, superata dalla neonata fotografia. Dagherrotipi e calotipi permisero di riprodurre i resti archeologici in modo rapido e preciso, anche se alcuni disegni rimasero necessari per completare le ricerche.